# Talang Padang (Padang Guci Hilir)
Talang Padang is een bestuurslaag in het regentschap Kaur van de provincie Bengkulu, Indonesië. Talang Padang telt 651 inwoners (volkstelling 2010).